# Jader Barbalho Filho
Jader Fontenelle Barbalho Filho (Belém, 24 de junho de 1976) é um administrador e político brasileiro, filiado ao Movimento Democrático Brasileiro (MDB) e atual ministro das Cidades do Brasil no governo de Luiz Inácio Lula da Silva.

## Biografia

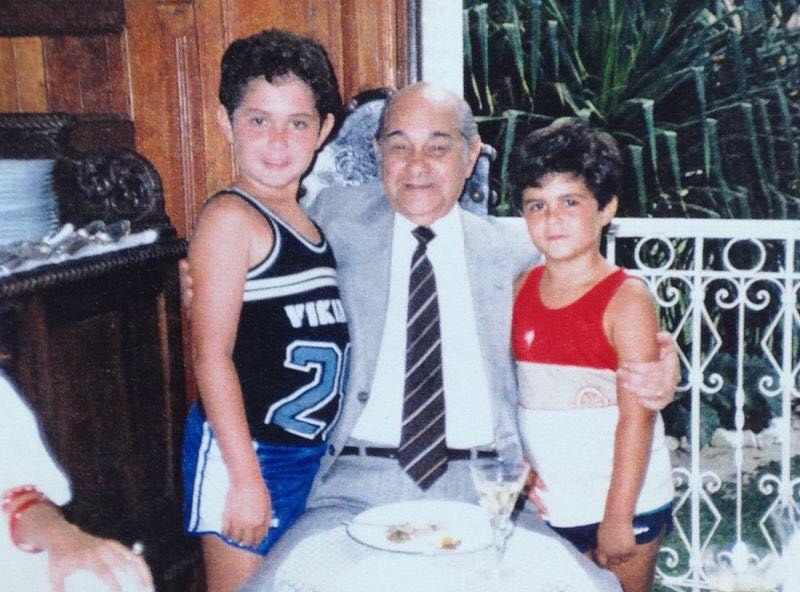
Tancredo Neves com Jader Filho e Helder Barbalho.

Jader Filho nasceu em Belém do Pará, filho do ex-governador do Pará Jader Barbalho e da deputada federal Elcione Barbalho. É irmão do atual governador do Pará, Helder Barbalho, além de primo dos também políticos José Priante e Igor Normando. Também é sobrinho e primo, respectivamente, dos atores Lúcio Mauro e Lúcio Mauro Filho.
Formou-se em administração pela Universidade da Amazônia (Unama) e concluiu pós-graduação em administração pública pela Fundação Getulio Vargas (FGV).
É empresário da área da comunicação e presidiu, até 2022, o Grupo RBA, cujo controle acionário é detido pelo seu pai. Além de parente de importantes lideranças do MDB no Pará, ele também preside, desde 2019, o partido no estado.

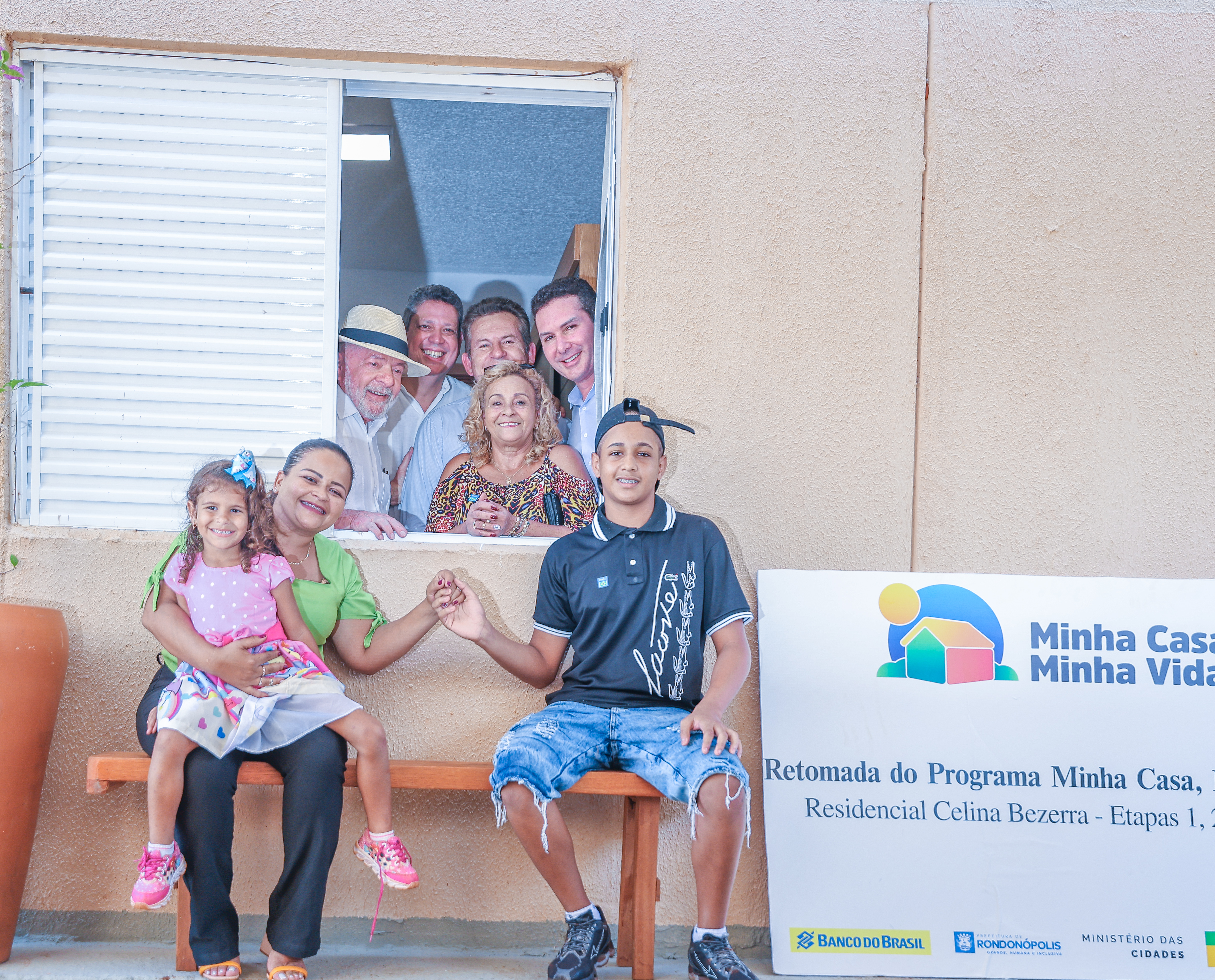
Ministro Jader Filho acompanha o Presidente Lula no evento de retomada do programa Minha Casa, minha vida em março de 2023.

Em 29 de dezembro de 2022, foi anunciado como titular do Ministério das Cidades, pasta que coordena programas como o Minha Casa, Minha Vida, e que foi recriada a partir do Ministério do Desenvolvimento Regional. Jader Filho foi uma das três indicações do MDB para o gabinete do terceiro mandato de Lula.

## Condecorações
| Insígnia | País   | Honra                           | Data                   |
| -------- | ------ | ------------------------------- | ---------------------- |
|          | Brasil | Grã-Cruz da Ordem de Rio Branco | 21 de novembro de 2023 |